# Mohamad Reza Mehdizadeh
Mohamad Reza Mehdizadeh (14 de marzo de 1981) es un deportista iraní que compitió en taekwondo. Ganó dos medallas en el Campeonato Asiático de Taekwondo en los años 2002 y 2006.

## Palmarés internacional
| Campeonato Asiático | Campeonato Asiático | Campeonato Asiático | Campeonato Asiático |
| Año                 | Lugar               | Medalla             | Categoría           |
| ------------------- | ------------------- | ------------------- | ------------------- |
| 2002                | Amán (Jordania)     | Medalla de plata    | –62 kg              |
| 2006                | Bangkok (Tailandia) | Medalla de bronce   | –62 kg              |